# Визуелно загађење
Визуелно загађење је естетски проблем и односи се на разне врсте загађења које нарушавају нечију могућност да ужива у видику или погледу. Визуелно загађење ремети визуелне пределе у којима живе људи стварајући негативне промене у природном окружењу. Билборди, складиштење смећа на отвореном, крхотине на отвореном, телекомуникациони торњеви, електричне жице, каблови и далеководи, зграде и аутомобили су само неке од врста визуелног загађења. Претрпаност одређеног простора условљава визуелно загађење.
Ефекти које визуелна загађеност изазива код људи су: ометање концентрације, замор вида, смањење разноликости мишљења код људи и губитак идентитета.